# Alejandro Diez Hurtado
Alejandro Diez Hurtado (Lima, Perú, 15 de enero de 1964) es un antropólogo e investigador peruano. Actualmente se desempeña como profesor de la Pontificia Universidad Católica del Perú.

## Biografía
Alejandro Diez Hurtado es licenciado en antropología por la Pontificia Universidad Católica del Perú. Tiene el grado de doctor por la Escuela de Estudios Superiores en Ciencias Sociales, donde estudió Antropología Social y Etnografía.
Ha laborado 10 años en investigación para el desarrollo para el Centro de Investigación y Promoción del Campesinado (CIPCA). Ha tenido el cargo de jefe del Departamento de Ciencias Sociales y coordinador de la especialidad de antropología, en pre y posgrado de la Pontificia Universidad Católica del Perú. También, ha pertenecido a la Asamblea Universitaria y al consejo de la Facultad y del Departamento de Ciencias Sociales de la misma universidad. Asimismo, desde 1996 es profesor en esa casa de estudios.

## Investigación y obras
Como antropólogo investigador se ha especializado en temáticas sociales y rurales del Perú, enfocado principalmente en la parte de la estructura y vínculo económico y político de los habitantes de la costa y sierra del Perú. Sus campos de estudio corresponden al desarrollo rural y social, la provisión de servicios (educación y salud) y conflictos sociales en áreas rurales de diversas regiones del Perú (especialmente en Departamento de Piura, Lima, ,Departamento de Puno, Departamento de Cajamarca, Departamento de Huancavelica, Departamento de Áncash y Departamento de Pasco). Sobre estas áreas ha publicado varios libros y artículos científicos.
Sus iniciales publicaciones se centran en Departamento de Piura (específicamente en Ayabaca, Catacaos y Sechura), la cuales tratan sobre las relaciones de las comunidades indígenas y su historia principalmente de la época colonial donde existían los Cacique. Como se refleja en uno de sus primeros libros: "Pueblos y caciques de Piura, siglos XVI y XVII", este trata sobre como estaba dividido el territorio del Departamento de Piura en función a cacicazgos. Además, explica las funciones del cacique incluyendo sus deberes, sus derechos como el de sucesión y sus poderes; equiparándolo con el Curaca. De igual manera, menciona la presencia femenina como autoridades y las alianzas matrimoniales, la cual consistía en casar mujeres de otros grupos para obtener algún beneficio.
Otro ejemplo de su interés por el Departamento de Piura representa el artículo: "El poder de las varas: Los cabildos en Piura a fines de la colonia". En este se demuestra como las comunidades campesinas e indígenas contemporáneas es producto del sistema de gobierno del cabildo colonial. Incluso, las herramientas de esa época se usan hasta hoy porque presentan los mismos significados, simbolismos y metáforas, como lo escribe en la conclusión del artículo:

...los  instrumentos  simbólicos  del  cabildo,  las  varas  de  chonta,  que  condensaban  el  poder  religioso  y simbolizaban  el poder político,  eran  las  depositarias  de  la autoridad  y debían  inspirar  respeto.  Perdida  su  vinculación  con  los  cabildos,  mantienen  su  poder  religioso  y mágico.  Hasta  hoy  en  día  inspiran  respeto  y  tienen  un  papel  central  en  las  mesas  de  curanderos  y las  celebraciones  de  Semana  Santa  en  la  sierra  de  Piura.
Alejandro Diez Hurtado

Su trabajo más citado corresponde a la investigación: "Minería y Conflicto Social". Está trata sobre el análisis de los conflictos sociales generados por la industria minera en comunidades locales. Los casos estudiados son Tambogrande (Piura), Majaz (Piura), Yanacocha (Cajamarca), Antamina (Ancash), Tintaya (Cusco) y Las Bambas (Apurímac). En la mayoría de los casos, el problema se debe a la contaminación ambiental y a la incompatibilidad de actividad minera y agrícola. Los actores que participan en el conflicto son las empresas mineras, el estado y los pobladores. Lo que se quiere al final con este trabajo es lo siguiente:

El conjunto de estas recomendaciones no pretende “resolver” o eliminar los conflictos; ellos se darán en la medida en que existan intereses contradictorios, en tanto haya disputas por poder y visiones contrapuestas respecto a modos de vida, estilos de desarrollo, etc. Lo que pretendemos es que los conflictos y, de darse, también las protestas se puedan encauzar institucional y pacíficamente. De lo que se trata es de que la negociación y las disputas políticas puedan darse abierta y democráticamente, sin imposiciones ni inequidades. Para esto, lo que aquí se propone es ubicar los conflictos en un nuevo entorno institucional, en un terreno común donde todos los actores involucrados puedan tener cabida, y donde todos sientan que sus intereses son tomados en cuenta. En el fondo, hacemos un llamado a “hacer política” en el sentido más democrático, transparente e incluyente del término
Alejandro Diez Hurtado, Bruno Revesz, Xavier Ricard, José de Echave, Martín Tanaka y Ludwig Huber

Otro de sus estudios más citados es "Perú: Learning by doing" que corresponde a un capítulo del libro: "Large Mines and the Community: Socioeconomic and Environmental Effects in Latin America, Canada and Spain". Este texto se basa en la conclusiones del proyecto  "Large-scale Mining and Local Communities". El objetivo era analizar la relación socioeconómica, cultural y ambiental entre compañías mineras de gran escala y las comunidades locales, con el fin de identificar buenas prácticas que conduzcan al desarrollo local sostenible. La investigación comenzó en 1998 con las minas de Antamina y Yanacocha. Su metodología se basó en recolectar testimonios de los habitantes y fuentes secundarias de información. Como conclusión, la industria minera ha generado empleos; crecimiento económico; mejoras de los servicios básicos, de la infraestructura y de las  vías de comunicación como construcción de carreteras, caminos, etc. También al final hace recomendaciones para que una mina pueda funcionar y explica que no solo depende del factor económico, pues se necesita una clara y estrecha comunicación, además de poseer un plan de desarrollo que beneficie a ambas partes.